# 中刚果省
中刚果省（法語：Province du Kongo central），旧稱下刚果省（法語：Province du Bas-Congo），是位于刚果民主共和国西部的一个省，首府马塔迪。该省与剛果共和國（刚果布）、安哥拉共和国接壤。人口4,522,942（2010年），面積53,920 km²。中刚果省是刚果民主共和国唯一一個有海岸線的省，与金沙萨和班顿杜省相邻，其西面面向南大西洋，海岸線長度僅37公里。

## 中刚果省的镇
- 马塔迪（Matadi）
- 巴纳纳（Banana）
- 博马（Boma）
- 英戈（Inga）
  - 英戈发电厂，英戈峡大（Barrage d'Inga）、英戈瑞皮兹（rapides d'Inga）
- 金佩塞（Kimpese）
- 姆班扎恩古恩古（Mbanza-Ngungu）
- 姆安达（Moanda/Muanda）
- 维维（Vivi）